# Рамнику Валча
Рамнику Валча (рум. Râmnicu Vâlcea) град је у Румунији, у средишњем делу земље, у историјској покрајини Влашка. Рамнику Валча је управно средиште округа Валча.
Рамнику Валча се простире на површини од 89,5 km, на којој је према последњем попису из 2002. године живело 107.726 становника.

## Географија
Рамнику Валча се налази у северном делу покрајине Влашке. Град се налази у њеној ужој области Олтенија и то у крајње североисточном делу ка Мунтенији и Трансилванији. Рамнику Валча је добила име по области и котлини Валча, коју ствара река Олт у средишњем делу тока. Западно и источно од града пружају се Карпати.

## Становништво
У односу на попис из 2002, број становника на попису из 2011. се смањио.
| 1966.  | 1977.  | 1992.   | 2002.   | 2011.  |
| ------ | ------ | ------- | ------- | ------ |
| 23.867 | 66.321 | 113.624 | 107.656 | 98.776 |

Матични Румуни чине огромну већину градског становништва Рамнику Валче, а од мањина присутни су само Роми.

## Партнерски градови
- Крушевац